# Atom Egoyan
Atom Egoyan (armeni: Ատոմ Եղոյան) (el Caire, 19 de juliol de 1960) és un director de cinema independent, que viu i treballa al Canadà i és d'origen armeni. Alguns temes recurrents del seu treball són l'alienació i la solitud, que tracta mitjançant personatges les interaccions dels quals estan intervingudes per la tecnologia, la burocràcia o altres estructures de poder. Algunes de les seves pel·lícules segueixen estructures sense linealitat cronològica, en les quals els esdeveniments s'organitzen de manera no seqüencial amb la finalitat de provocar reaccions emocionals en l'espectador ocultant la clau de la història. La seva primera pel·lícula, Next of Kin, data de 1984. Algunes cintes notables de la seva carrera són Exotica, The Sweet Hereafter, Ararat i Where the Truth Lies.

## Filmografia
Aquest armeni-canadenc va iniciar la seva carrera amb Next of Kin 1984, pel·lícula que planteja la suplantació d'una personalitat a través de la mentida. Family Viewing 1987, el seu segon llargmetratge, segueix el camí ja traçat en la seva òpera primera: la família com a nucli reductor i representatiu de la societat. Speaking Parts 1989, segons paraules del propi Egoyan, es mou en “el terreny de la memòria i el desig.” 
En la dècada següent es va estrenar El liquidador, de 1991, la seva pel·lícula més complexa, que mostra l'essència emocional d'uns personatges que fan dels seus treballs una desassossegant catarsi vital de conseqüències inútils.
Després de rodar Gross misconduct 1992 per a la televisió, torna al cinema amb Calendar 1993, travessia a l'interior de les relacions entre un fotògraf canadenc-armeni (encarregat de confeccionar un calendari amb les fotografies de dotze antigues esglésies d'Armènia), la seva dona i el guia que els acompanya. Però serà amb Exòtica, el 1994, quan arribi la seva consagració com a autor d'un molt personal estil. La seva definitiva projecció internacional es deu a la seva següent pel·lícula, titulada The Sweet Hereafter de 1997, una rondalla que investiga el sentiment de culpa dels membres d'una comunitat rural que han perdut als seus fills després de l'enfonsament de l'autobús escolar en un llac. El viatge de Felicia 1999 és la seva pel·lícula més accessible, menys hermètica, però no per això menys arriscada que les anteriors.
Per la seva banda, Ararat de 2002 cerca recrear el genocidi armeni perpetrat per l'autoritat turc-otomana dels anys 1910 mitjançant una història dins d'una altra història. El 2005, l'autor va dirigir Where the Truth Lies, un drama sobre una mort esdevinguda el 1957 després de la qual dues volguts i reeixits presentadors d'una Teletón se separen definitivament, completant el quadre una reportera que investiga els fets algunes dècades després. La cinta va tenir com a protagonistes a Kevin Bacon i Colin Firth.
Després de diversos anys sense activitat s'ha especulat sobre una possible remasterització de l'antiga però popular sèrie Life with Derek.

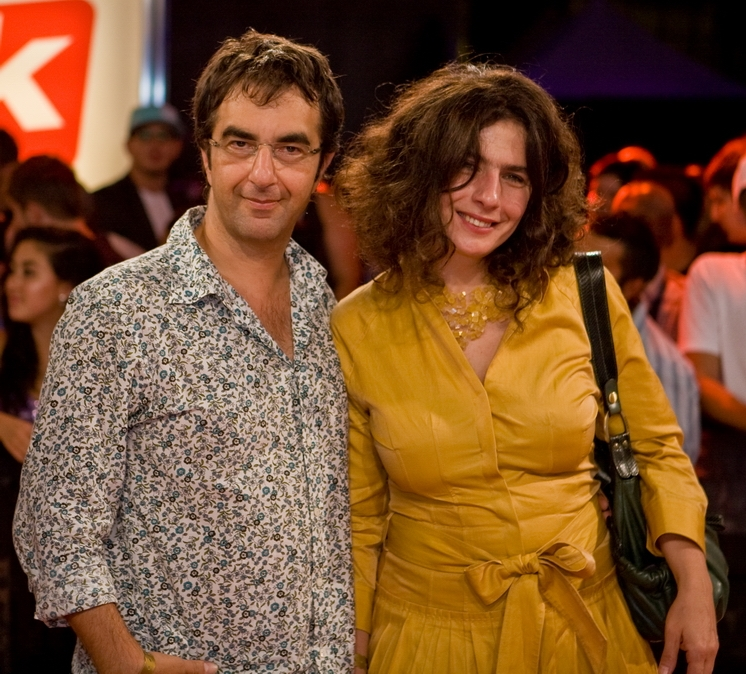
Egoyan i la seva esposa, l'actriu Arsinee Khanjian, qui ha participat en diverses de les seves pel·lícules.

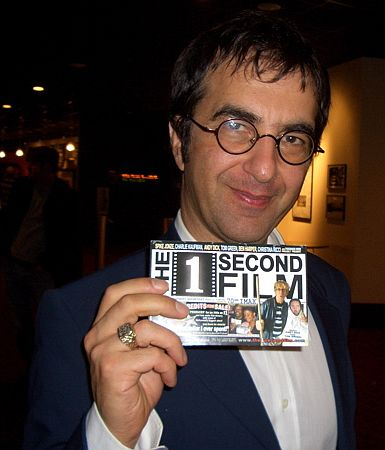
Egoyan l'octubre de 2005.

| Any  | Pel·lícula           |  |  |
| ---- | -------------------- |  |  |
| 1984 | Next of Kin          |  |  |
| 1987 | Family Viewing       |  |  |
| 1989 | Speaking Parts       |  |  |
| 1991 | El liquidador        |  |  |
| 1993 | Calendar             |  |  |
| 1994 | Exotica              |  |  |
| 1997 | The Sweet Hereafter  |  |  |
| 1999 | El viatge de Felicia |  |  |
| 2002 | Ararat               |  |  |
| 2005 | Where the Truth Lies |  |  |
| 2008 | Adoration            |  |  |
| 2009 | Chloe                |  |  |
| 2014 | Els Venturi          |  |  |
| 2014 | The Captive          |  |  |
| 2015 | Remember             |  |  |
| 2019 | Guest of Honour      |  |  |
| 2023 | Seven Veils          |  |  |

| Any  | Categoria                    | Pel·lícula          | Resultat |
| ---- | ---------------------------- | ------------------- | -------- |
| 1997 | Oscar al millor director     | The Sweet Hereafter | Candidat |
| 1997 | Oscar al millor guió adaptat | El dolç avenir      | Candidat |